# Łuków
Łuków este un oraș în Polonia.

## Personalități născute aici
- Emilia Galińska (n. 1992), handbalistă.